# Кусквам
Кусквам — состоящее из двух частей фортификационное укрепление, расположенное на высоте 2250 метров над уровнем моря к северо-западу от города Гондэр в северной Эфиопии. Комплекс расположен приблизительно в 500 м от бань Фасилидаса и примерно в 2,46 км от Фасил-Гебби, исторического королевского дворца и крепости Гондэрской династии. Комплекс был построен в середине XVIII века для императрицы Ментваб. После убийства её сына, императора Иоаса I, расом Микаэелем Сулом и фактического распада империи она не приняла новой власти, ушла в Кусквам и прожила там остаток жизни в затворничестве до своей смерти в 1773 году.
Согласно летописям императора Иясу II, первые строения на территории нынешнего комплекса были построены при императорах Фасиледэсе или Бокаффе. Территория Кусквама состоит из двух граничащих между собой областей, одна из которых имеет форму эллипса, другая — круга. Общий диаметр обеих частей не превышает полкилометра. Исторические ворота находятся на севере комплекса. Башенки на стенах служили жилыми помещениями.
Объект был в 1979 году — вместе с банями Фасилидаса и Фасил-Гебби — объявлен объектом Всемирного наследия. Сегодня в комплексе располагается монастырь, а каждый год в ноябре справляется праздник Кусквама.
- Вид с севера: 1) действующие въездные ворота; 2) церковь Дебра Сахай Марьям; 3) дом аббата; 4) гардеробная; 5) церковь императрицы Антаваб; 6) резиденция Мантаваба; 7) зал для приемов; 8) исторические въездные ворота
- Вид Кусквама в 1930-е годы
- Действующая церковь в Кускваме
- Хранящиеся в Кускваме останки императрицы Ментваб, её сына и её внука
- Руины банкетного зала
- Руины часовни